# Komenda Rejonu Uzupełnień Kalisz

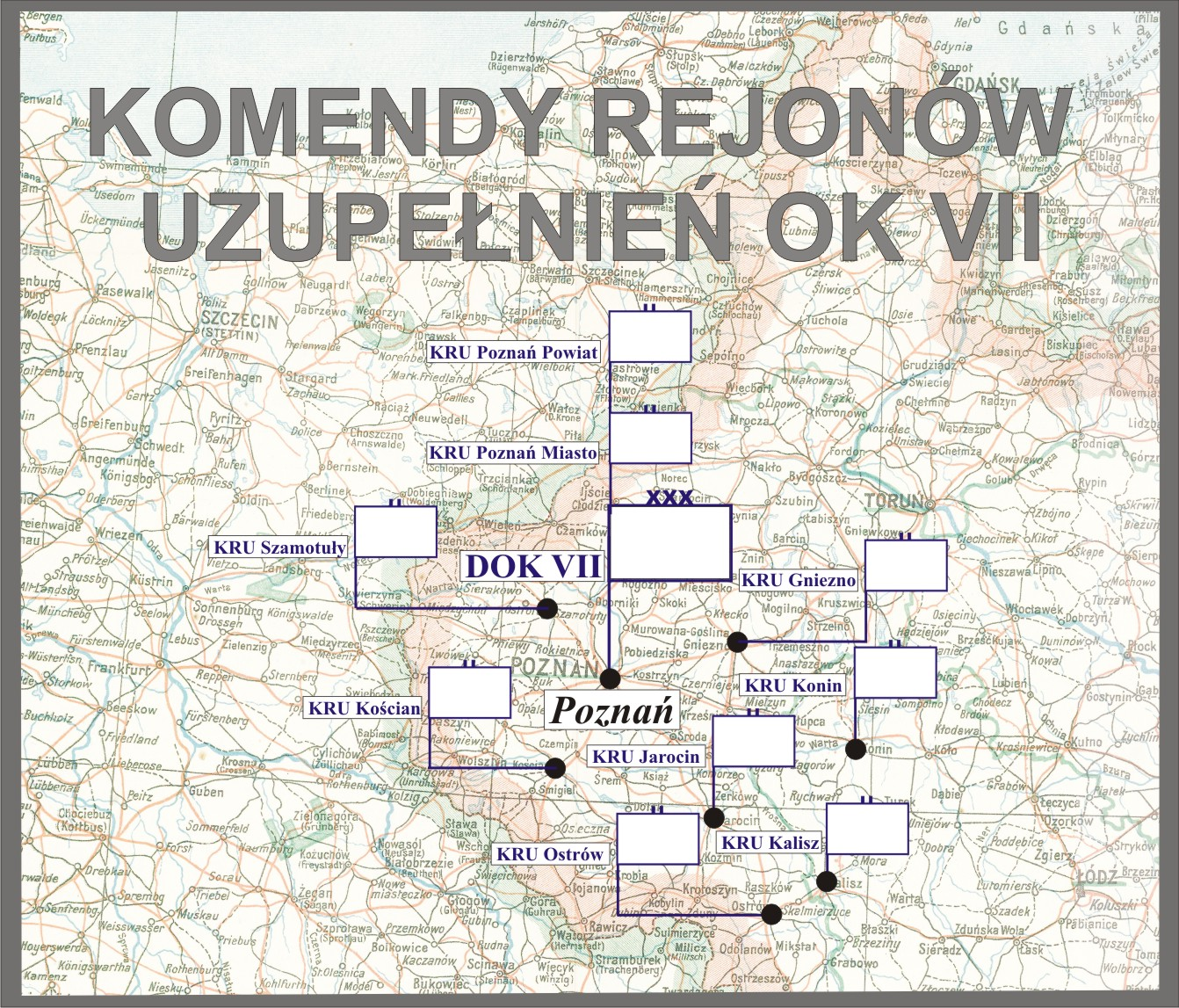
Komendy rejonów uzupełnień DOK VII

Komenda Rejonu Uzupełnień Kalisz (KRU Kalisz) – organ wojskowy właściwy w sprawach uzupełnień Sił Zbrojnych II Rzeczypospolitej i administracji rezerw w powierzonym mu rejonie.

## Historia komendy
W 1917 na terenie Kalisza funkcjonował Główny Urząd Zaciągu.
Rozkazem kierownika MSWojsk. nr 144 z 27 listopada 1918 w sprawie organizacji władz zaciągowych powołano do życia między innymi Powiatową Komendę Uzupełnień w Kaliszu dla Okręgu Wojskowego IX obejmującego powiaty: kaliski, turecki, koniński, słupiecki i sieradzki. Z chwilą wejścia w życie rozkazu i sformowania nowego PKU, Główny Urząd Zaciągu do Wojska Polskiego zobowiązany był przekazać całość dokumentacji tej PKU na obszarze której znajdował się. Bezpośrednią kontrolę nad PKU sprawowała Okręgowa Komendy Uzupełnień w Łodzi.
11 lutego 1925 roku dokonano zmian w PKU Kalisz. Do dyspozycji dowódcy Okręgu Korpusu Nr VII zostali oddani: płk Mieczysław Antoni Tarczyński (komendant), mjr Piotr Koczerzewski i kpt. Stanisław Pietraszkiewicz. Na stanowisko I referenta został wyznaczony kpt. Tadeusz Haniecki z PKU Poznań Miasto, a na stanowisko II referenta por. Bronisław Brodziński z PKU Augustów w Sokółce. Trzy dni później został wyznaczony nowy komendant PKU Kalisz. Ponadto zostali odkomenderowani do PKU Kalisz na cztery miesiące: kpt. Ignacy Tomaszewski z PKU Kołomyja i por. Jan Sopiński z PKU Szamotuły.
W marcu 1930 roku PKU Kalisz nadal podlegała Dowództwu Okręgu Korpusu Nr VII w Poznaniu i obejmowała swoją właściwością powiaty: kaliski i turecki. W grudniu tego roku PKU posiadała skład osobowy typ I.
1 lipca 1938 roku weszła w życie nowa organizacja służby uzupełnień, zgodnie z którą dotychczasowa PKU Kalisz została przemianowana na Komendę Rejonu Uzupełnień Kalisz przy czym nazwa ta zaczęła obowiązywać 1 września 1938 roku, z chwilą wejścia w życie ustawy z dnia 9 kwietnia 1938 roku o powszechnym obowiązku wojskowym. Obok wspomnianej ustawy i rozporządzeń wykonawczych do niej, działalność KRU Kalisz normowały przepisy służbowe MSWojsk. D.D.O. L. 500/Org. Tjn. Organizacja służby uzupełnień na stopie pokojowej z 13 czerwca 1938 roku. Zgodnie z tymi przepisami komenda rejonu uzupełnień była organem wykonawczym służby uzupełnień .
Komendant rejonu uzupełnień w sprawach dotyczących uzupełnień Sił Zbrojnych i administracji rezerw podlegał bezpośrednio dowódcy Okręgu Korpusu Nr VII, który był okręgowym organem kierowniczym służby uzupełnień. Rejon uzupełnień nie uległ zmianie i nadal obejmował powiaty: kaliski i turecki.

## Obsada personalna
Poniżej przedstawiono wykaz oficerów zajmujących stanowisko komendanta Powiatowej Komendy Uzupełnień i komendanta rejonu uzupełnień oraz wykaz osób funkcyjnych (oficerów i urzędników wojskowych) pełniących służbę w PKU i KRU Kalisz, z uwzględnieniem najważniejszych zmian organizacyjnych przeprowadzonych w 1926 i 1938 roku.
| Komendanci                                 | Komendanci              | Komendanci                                |
| ------------------------------------------ | ----------------------- | ----------------------------------------- |
| Stopień, imię i nazwisko                   | Okres pełnienia funkcji | Kolejne stanowisko służbowe (dalsze losy) |
| mjr / tyt. ppłk piech. Stanisław Żuprański | 10 I 1919 – VII 1920    | szef Wydziału V Sztabu DOGen. „Kielce”    |
| płk kaw. Adam Łukaszewicz                  | od VII 1920             |                                           |
| ppłk piech. Marian Pankowicz               | do 1 X 1923             | szef poborowy DOK VII                     |
| płk piech. Mieczysław Antoni Tarczyński    | 1 X 1923 – II 1925      | dyspozycja dowódcy OK VII                 |
| płk kanc. Bronisław January Zaniewski      | II 1925 – II 1927       |                                           |
| ppłk piech. Jan Kulwieć                    | II 1927 – 28 II 1930    | stan spoczynku                            |
| mjr piech. Tadeusz Król                    | IX 1930 – VII 1935      | dyspozycja dowódcy OK VII                 |
| mjr dypl. piech. Wojciech Korsak           | VIII 1935 – ?           | komendant KRU Nowy Sacz                   |
| ppłk piech. Wiktor Eichler                 | 1939                    | dowódca Dąbrowskiej Półbrygady ON         |

| Obsada pozostałych stanowisk funkcyjnych PKU w latach 1921–1925 | Obsada pozostałych stanowisk funkcyjnych PKU w latach 1921–1925 | Obsada pozostałych stanowisk funkcyjnych PKU w latach 1921–1925 | Obsada pozostałych stanowisk funkcyjnych PKU w latach 1921–1925 |
| --------------------------------------------------------------- | --------------------------------------------------------------- | --------------------------------------------------------------- | --------------------------------------------------------------- |
| I referent                                                      | kpt. / mjr piech. Piotr Koczerzewski                            | 1923 – II 1925                                                  | dyspozycja dowódcy OK VII                                       |
| I referent                                                      | kpt. kanc. Tadeusz Paweł Haniecki                               | II – III 1925                                                   | II referent PKU Poznań Miasto                                   |
| I referent                                                      | kpt. piech. Maksymilian Zodrow                                  | III 1925 – II 1926                                              | kierownik I referatu                                            |
| II referent                                                     | kpt. piech. Stanisław Ignacy Pietraszkiewicz                    | 1923 – II 1925                                                  | dyspozycja dowódcy OK VII                                       |
| II referent                                                     | por. kanc. Bronisław Brodziński                                 | II 1925 – II 1926                                               | kierownik II referatu                                           |
| oficer instrukcyjny                                             | por. piech. Stefan I Zieliński                                  | 1923 – III 1926                                                 | 29 pp                                                           |
| oficer ewidencyjny na powiat kaliski                            | urzędnik wojsk. XI rangi / por. kanc. Franciszek Balcar         | od 1 VI 1923, był w 1924                                        |                                                                 |
| oficer ewidencyjny na powiat turecki                            | urzędnik wojsk. XI rangi Józef Rogaliński                       | od 1 VI 1923                                                    |                                                                 |
| oficer ewidencyjny na powiat turecki                            | por. kanc. Augustyn Pojmański                                   | VII 1924 – II 1926                                              | referent PKU Modlin                                             |
| Obsada pozostałych stanowisk funkcyjnych PKU w latach 1926–1938 |                                                                 |                                                                 |                                                                 |
| kierownik I referatu administracji rezerw i zastępca komendanta | kpt. piech. Maksymilian Zodrow                                  | II 1926 – II 1929                                               | dyspozycja dowódcy OK VII                                       |
| kierownik I referatu administracji rezerw i zastępca komendanta | mjr piech. Wincenty Zbyszewski                                  | III – VII 1929                                                  | dyspozycja dowódcy OK VII                                       |
| kierownik I referatu administracji rezerw i zastępca komendanta | mjr piech. Tadeusz Król                                         | XII 1929 – IX 1930                                              | komendant PKU                                                   |
| kierownik I referatu administracji rezerw i zastępca komendanta | kpt. piech. Jan Gumiński                                        | IX 1930 – 30 VI 1934                                            | stan spoczynku                                                  |
| kierownik I referatu administracji rezerw i zastępca komendanta | kpt. piech. Franciszek Konstanty Ussorowski                     | był w VI 1935 – ?                                               | kierownik I referatu KRU Kościan                                |
| kierownik II referatu poborowego                                | por. kanc. Bronisław Brodziński                                 | od II 1926                                                      |                                                                 |
| kierownik II referatu poborowego                                | kpt. piech. Jan Gumiński                                        | XI 1928 – IX 1930                                               | kierownik I referatu                                            |
| kierownik II referatu poborowego                                | kpt. piech. Ignacy Wegner                                       | od IX 1930, był w VI 1935 – ?                                   | kierownik II referatu KRU Poznań Powiat                         |
| referent                                                        | por. kanc. Franciszek Balcar                                    | II 1926 – 31 V 1930                                             |                                                                 |
| referent                                                        | kpt. piech. Ignacy Wegner                                       | III – IX 1930                                                   | kierownik II referatu                                           |
| Obsada pozostałych stanowisk funkcyjnych KRU w latach 1938–1939 |                                                                 |                                                                 |                                                                 |
| kierownik I referatu ewidencji                                  | kpt. piech. Stanisław Józef Mielicki                            | 1939                                                            | †1940 Charków                                                   |
| kierownik II referatu uzupełnień                                | kpt. adm. (piech.) Jerzy Leopold Sosnowski                      | 1939                                                            |                                                                 |